# Павлищев, Лев Николаевич
Лев Николаевич Павлищев (8 [20] октября 1834, Варшава — 7 [20] июля 1915, Петроград) — русский писатель-мемуарист,  журналист и юрист; племянник А. С. Пушкина и автор воспоминаний о своем дяде.

## Биография
Сын Н. И. Павлищева и О. С. Павлищевой, старшей сестры А. С. Пушкина.
Родился 8 (20) октября 1834 года в Варшаве; об этом событии в письме к родителям жены пишет его отец. Он служил в Варшаве, куда в 1832 году приехала супруга. Изучал право на юридическом факультете Санкт-Петербургского университета, по окончании обучения со степенью кандидата права поступил на службу в Красносельскую удельную контору, где служил канцелярским чиновником и был утверждён в звании коллежского секретаря. 6 декабря 1856 года был приписан к департаменту уделов, 11 февраля 1857 года переведён в петербургскую таможню, 4 апреля 1858 года — в департамент торговли, 25 октября 1859 года — в канцелярию военного министерства. Чин коллежского асессора ему был присвоен 23 декабря 1862 года. 15 сентября 1864 года получил назначение помощником производителя дел общего присутствия в главном инженерном управлении. С 19 марта 1865 года состоял при главноуправляющем войсками Варшавского военного округа. 8 января 1867 года ему был присвоен чин надворного советника. 28 января 1868 года уволен из военного министерства. С 1865 по 1871 год состоял в Варшаве при графе Берге, редактируя одновременно русский «Варшавский дневник», и с 1876 по 1896 год был чиновником по особым поручениям в главном интендантском управлении.
Умер 7 (20) июля 1915 года в Петрограде.
Первая часть его воспоминаний печаталась в «Историческом вестнике» (1888) под заглавием «Из семейной хроники» (в 1890 году в Москве это же произведение было издано отдельно под заглавием «Воспоминания об А. С. Пушкине»). Вторая часть вышла в «Русском обозрении» (1890) и третья — в «Русской старине» (1896). В 1891 году (№ 2) в «Варшавском дневнике» была напечатана его статья «Последние дни и кончина А. С. Пушкина». Поместил также ряд заметок в «Русской старине» (1872) и «Колосьях» (1889).
Женился на Анастасии Александровне Полянской (1836—1872) 25 октября 1864 года.